# Cheiramiona akermani
Cheiramiona akermani is een spinnensoort uit de familie van de Cheiracanthiidae.
De wetenschappelijke naam van de soort werd in 1942 als Cheiracanthium akermani gepubliceerd door Reginald Frederick Lawrence.